# Doug Mason
Douglas A. „Doug“ Mason (* 20. August 1955 in Greater Sudbury, Ontario) ist ein niederländisch-kanadischer Eishockeytrainer und ehemaliger -spieler. Nachdem er den Großteil seiner Spielerkarriere bei den Tilburg Trappers in der Eredivisie verbracht hatte, coachte er unter anderem die Krefeld Pinguine, Iserlohn Roosters, Kölner Haie und Adler Mannheim in der Deutschen Eishockey Liga (DEL), den EC KAC, die Graz 99ers und den HC Bozen in der Österreichischen Eishockey-Liga sowie den EV Zug in der Nationalliga A. 

## Karriere als Spieler
Doug Mason spielte in den Jahren 1972 bis 1976 für die Welland Sabres in der unterklassigen Juniorenliga Southern Ontario Junior Hockey League. Von 1976 bis 1978 spielte er in der Ontario Hockey Association Senior je ein Jahr lang für die Thunder Bay Twins und Cambridge Hornets. In der Saison 1976/77 gab er parallel sein Profidebüt für die Port Huron Flags, für die er in drei Spielen in der International Hockey League auf dem Eis stand. Von 1979 bis 1988 spielte er für Tilburg Trappers in der niederländischen Eredivisie.

### Karrierestatistik
(Legende zur Spielerstatistik: Sp oder GP = absolvierte Spiele; T oder G = erzielte Tore; V oder A = erzielte Assists; Pkt oder Pts = erzielte Scorerpunkte; SM oder PIM = erhaltene Strafminuten; +/− = Plus/Minus-Bilanz; PP = erzielte Überzahltore; SH = erzielte Unterzahltore; GW = erzielte Siegtore; 1 Play-downs/Relegation; Kursiv: Statistik nicht vollständig)

## Karriere als Trainer
Nach dem Ende seiner Spielerkarriere folgten erste Engagements als Trainer in den Niederlanden. Im Jahr 1991 wurde Mason Assistenztrainer der Sudbury Wolves. Nach Stationen beim SC Lyss und Asiago Hockey kehrte er zurück nach Tilburg und blieb vier Jahre lang Trainer der Trappers.
Im Jahr 1997 feierte Mason seinen Einstand in der Deutschen Eishockey Liga (DEL). Bei den Augsburger Panthern war er in der Saison 1997/98 Co-Trainer, bis er während der Spielzeit den Cheftrainerposten beim SC Luzern übernahm. Ab dem Sommer 1998 trainierte er für insgesamt drei Jahre die Krefeld Pinguine. Ab der Saison 2001/02 war er für den EV Zug tätig, bei dem er im Oktober 2002 entlassen und von Serge Pelletier abgelöst wurde. Für den Rest der Saison 2002/03 blieb er ohne Anstellung. Im Oktober 2003 ersetzte er Dave Whistle bei den Iserlohn Roosters. Nach dem erfolgreichen Klassenerhalt wurde er in Iserlohn zum Trainer des Jahres 2003 gewählt. Er blieb drei Jahre bei den Roosters und gab am letzten Spieltag der Saison 2005/06 seinen Abschied bekannt. Nachdem er ohne Klub in die neue Spielzeit gestartet war, wurde er im April 2006 neuer Cheftrainer der Kölner Haie. Sein Co-Trainer blieb Clayton Beddoes, der bereits in Iserlohn Masons Assistent war. In der Saison 2007/08 wurde er Vize-Meister mit den Haien. Nach sieben Niederlagen aus den ersten sieben Spielen in der Saison 2008/09 wurde er vom KEC entlassen.
In der Saison 2009/10 trainierte Mason als Cheftrainer die Adler Mannheim, ehe er am 11. Januar 2010 aufgrund von acht Niederlagen in neun Spielen freigestellt wurde. Am 13. Dezember 2010 übernahm er zum zweiten Mal das Amt als Cheftrainer bei den Iserlohn Roosters und ersetzte dort Uli Liebsch. Am Saisonende scheiterte er mit seiner Mannschaft knapp an den Pre-Playoffs. Im Februar 2013 wurde von den Iserlohn Roosters die Option auf eine Vertragsverlängerung mit Doug Mason bis zum Ende der Spielzeit 2013/14 wahrgenommen. Am 29. Oktober 2013 wurde er aufgrund der schlechten sportlichen Entwicklung beurlaubt.
Zwischen Oktober 2014 und Dezember 2015 trainierte Mason den österreichischen Rekordmeister EC KAC in der ÖEHL. Am 15. Dezember 2016 übertrugen die Graz 99ers Mason das Amt des Cheftrainers in Nachfolge des entlassenen Ivo Jan. Nach vier Jahren wurde Mason im Dezember 2020 nach 11 Niederlagen aus 12 Spielen freigestellt und durch seinen bisherigen Assistenten ersetzt.
Im Mai 2022 kehrte er als Trainer zur zwischenzeitlich in die deutsche Oberliga gewechselte niederländische Mannschaft Tilburg Trappers zurück und blieb zwei Jahre lang deren Cheftrainer, ehe er seine Karriere als Vereinscoach beendete.

### Nationaltrainer
Doug Mason war ab Mitte der 1980er Jahre wiederholt auch für den Niederländischen Eishockey-Bund als Trainer tätig. Zunächst betreute er die U20-Auswahl, ab den frühen 1990er Jahren war er viele Jahr lang Bondscoach der niederländischen Nationalmannschaft. Zwischen 1993 und 2000, in den Jahren 2003, 2005 und 2006, von 2018 bis 2019 sowie seit 2022 betreute er das Team bei sieben B-, einer C- und neun D-Weltmeisterschaften.
In den Jahren 2008 und 2012 war Mason zudem als Co-Trainer der kanadischen Nationalmannschaft beim Deutschland Cup tätig.

## Familie
Doug Mason ist der Vater des ehemaligen niederländischen Eishockeynationalspielers Steve Mason.